# 大東部酒店
安達茲倫敦利物浦街（英語：Andaz London Liverpool Street）是倫敦中心的一家五星級酒店，位於利物浦街車站南側。該酒店在1884年開業時的名稱是大東部酒店（Great Eastern Hotel）。1899年至1901年期間，該酒店進行大規模翻新和擴建。2000年時，該酒店由特倫斯·康蘭共同所有，並再次進行大規模翻新。2006年開始，該酒店由凱悅酒店所有，並以「安達茲」品牌運營。
自1993年3月開始，安達茲倫敦利物浦街被英國國家遺產名錄列為II級登錄建築。

## 歷史
這座維多利亞式風格的酒店建築修建在英格蘭第一家心理疾病醫院貝特萊姆皇家醫院的舊址上。
酒店建築的設計者是小查爾斯·巴里和愛德華·米德爾頓·巴里兄弟。十年之後，酒店進行了擴建。擴建部分由羅伯特·威廉·埃迪斯設計，酒店的客人以商務人士為主，因大東部酒店緊鄰車站，使得這些客人可避開前往市中心的勞頓。1908年時，大東部酒店更名為利物浦街酒店，並製作了明信片廣告，宣傳其緊鄰倫敦地鐵。當時酒店使用列車供應洗浴所需的淡水。該建築還以其兩座共濟會神殿而著稱，其中之一位於地下，是埃及式風格；另一座位於二層，是希臘式風格。喀里多尼亞134號小屋（Caledonian Lodge No 134）是蘇格蘭共濟會在倫敦的會所，這一場所於1920年至1947年期間被定在大東部酒店。
20世紀後期，隨著鐵路車站在1980年代進行重新設計和升級，利物浦街酒店亦進行了翻新。The Manser Practice承擔了希爾頓酒店及度假村在希思羅機場南側酒店的規劃和建築工程，並取得成功，它們在1996年中標利物浦街酒店的翻新契約。酒店通過拆除幾間客房的方式新建了大廳，並將閣樓空間重新利用使客房數增加至267間，酒店的採光亦得到顯著提升，且有更多客房得以從室內看到倫敦風景。2006年開始，利物浦街酒店由凱悅酒店所有，並更名為安達茲倫敦利物浦街。

## 設施
酒店建築使用紅磚建造，底層則使用了灰泥和石材，整體裝飾風格古典。267間客房中有15間是套房，酒店內設有7間酒吧和餐廳，並設有健身中心和蒸汽浴室。

## 文學中的大東部酒店
在布莱姆·斯托克的哥特小说《德拉库拉》中，大東部酒店是吸血鬼獵人亞伯拉罕·范海辛第一次訪問倫敦時下榻的酒店。在溫弗里德·格奧爾格·澤巴爾德小說《奧斯特里茨 (小說)》中，故事的敘述者在經過二十年的分離後於大東部酒店的酒吧和故事人物重逢。小說中還描述了包括希臘神殿在內的建築細節。

## 外部連結
- Andaz London Liverpool Street （页面存档备份，存于）

51°31′02″N 0°04′52″W / 51.517251°N 0.081054°W